# Thomas Fortunel
Pas d'image ? Cliquez ici

a Compétitions nationales et continentales officielles uniquement.

b Matchs officiels uniquement.
Dernière mise à jour le 17 décembre 2022.
Thomas Fortunel, né le 7 juin 1995 à Montauban, est un joueur français de rugby à XV jouant au poste de demi d'ouverture à l'US Montauban.

## Biographie
Thomas Fortunel est formé à l'US Montauban après avoir commencé le rugby au SC L'honor de Cos.
En août 2014, à seulement 19 ans il dispute son premier match en professionnel avec son club formateur.
Pour la saison 2016-2017, Thomas Fortunel et l'USM finissent 3e du championnat et enchaînent par une victoire à domicile en demi-finale contre le Stade montois et arrivent ainsi en finale d'accession mais sont battus par le SUA du manager Mathieu Blin.
La saison suivante, après avoir été en tête plus de la moitié de la saison, ils terminent second du championnat mais la réception du FCG en demi-finale se solde par une défaite 15-22 qui les privent encore du rêve d’accession en Top 14.
Un an après en 2019, il quitte alors Montauban pour Castres avec un contrat de deux ans.
En avril 2021, le club français de l'US Montauban, évoluant en Pro D2, annonce son arrivée en prêt jusqu’à la fin de la saison en provenance du Castres olympique.
Il s'engage au FC Grenoble pour deux ans à partir de juillet 2021.
Durant la saison 2022-2023, son club termine à la deuxième place de la phase régulière du championnat et se qualifie jusqu'en finale où il affronte Oyonnax. Pour ce match, Thomas Fortunel est titulaire mais le FC Grenoble s'incline sur le score de 14 à 3.

## Palmarès
- FC Grenoble
  - Finaliste du Championnat de France de 2e division en 2023.
- US Montauban
  - Vainqueur du Championnat de France de 2e division en 2025.